# Total Commander
Total Commander (transkr. Total komander, ranije Windows Commander) program je za Windows, koji služi za upravljanje datotečnim sistemom. Neke verzije programa omogućavaju i rad sa protokolom FTP, upoređivanje datoteka, pretraživanje arhiviranih datoteka i alate za višestruko preimenovanje datoteka.
U početku se Total Commander nazivao Windows Commander, ali je ime promenjeno jer Majkrosoft drži prava nad imenom Windows.
Program je šerver i napisan u Delfiju. Postoji i verzija za operativni sistem Windows mobajl.
Trenutno aktuelna verzija je 9.0a, objavljena 14. decembra 2016.

## Spoljašnje veze
- Zvanična prezentacija programa
- : katalog dodataka za Total Commander